# 蓝酷
蓝酷 （Liquid Blue）是一个独立流行乐队， 1996年由司格特 ·斯蒂芬森和迈克尔·凡加洛夫在加利福尼亚的圣地亚哥组建。
蓝酷将东方印度乐器(手鼓、西他、卡努恩)和音阶的使用在流行乐中。它是在整张唱片中融合东方印度音乐和西方流行乐/摇滚乐的第一批组合之一。有印度风格的歌曲在以前流行乐唱片中就曾出现过，最有名的是披头士乐队的胡椒军曹寂寞芳心俱乐部。 蓝酷相对有限的唱片都包含“社会意识”的歌词，因为主要的歌曲作者司格特·斯蒂芬森，前洛杉矶雷鸟队的职业蹓冰打比运动选手，拒绝创作任何爱情歌曲。乐队主要在美国之外旅行演出，他们曾被指责没有花更多时间在本国创作和录音。他们广受赞扬的第一张专辑中的《超级新星》，被收录到二十张单独的唱片集中。

## 亚洲历史
2004年，蓝酷成为第一个签约中国唱片公司上海视听的美国乐队。自2002年起，该乐队已经8次访问中国。2002年9月乐队第一次访问中国，在第14届大连国际服装节的开幕式上表演。2003年非典疫情达到高峰，乐队的巡演计划也被取消。
2005年10月，作为仅有的两支来自美国的乐队之一，蓝酷被邀请在第七届上海国际艺术节上进行表演（另一个是辛辛那提交响乐队）。
2007年，蓝酷乐队多次在中国三亚、中山、拉萨、成都、海口和北京等城市演出。 并在中国中央电视台的体育频道更名奥运频道开播节目中表演。
该组合在包括菲律宾在内的亚洲其它地方同样受欢迎，他们在1997年首次访问菲律宾。2007年，乐队成为第一个在第波罗市演出的美国乐队，他们在安达斯波泥斯奥大学体育馆的演出售出了6000张门票。

## 奖项
| 年份 | 奖项                         | 授奖方     |
| ---- | ---------------------------- | ---------- |
| 2004 | 美国最具独创性的艺术家       | PCT 音乐   |
| 2005 | 美国最具独创性的艺术家       | PCT 音乐   |
| 2005 | 年度最热门的摇滚组合（提名） | 新音乐周刊 |
| 2006 | 最佳乐队（第二名）           | 国际音乐奖 |
| 2007 | 最佳乐队（第二名）           | 国际音乐奖 |

## 小资料
瓦尔夫·纳德（Ralph Nader） 在2004年的总统选举中使用了蓝酷乐队的歌曲《如果你要问》作为竞选主题曲。

2002年，乐队成员。雷拉· 洛克莎 在世界冲浪冠军赛 （页面存档备份，存于）中获胜。

该乐队由二十世纪六十年代一种流行的迷幻药而得名，尽管他们宣称反对使用毒品。

## 唱片分类目录
录音室灌制的专辑

| 名称                     | 细节                                                            |
| ------------------------ | --------------------------------------------------------------- |
| 超级新星（美国正式发行） | 2004深蓝唱片集                                                  |
| 超级新星（中国进口）     | 2005上海视听 (包括一个增添的音乐片断，不包括四个已有的美国版本) |

唱片

| 名称 | 细节               |
| ---- | ------------------ |
| 补救 | 2002，唱片集，补救 |

单曲

| 名称 | 细节             |
| ---- | ---------------- |
| 真实 | 2005，单曲，真实 |

主打蓝酷音乐的唱片集

| 名称                       | 细节                                                                       |
| -------------------------- | -------------------------------------------------------------------------- |
| 和平而非战争               | 和平而非战争(2004)中的《补救》                                             |
| 威蓝德的海洋行星           | 威蓝德的海洋行星光碟中的《拯救》 威蓝德基金会 （页面存档备份，存于） 2006) |
| 爱就是答案                 | Love 爱就是答案中的“如果你要问” (2006 现场全接触)                          |
| 阿比亚2005                 | 阿比亚2005中的“拯救” (PCT 音乐 2005)                                       |
| 献给更美好星球的歌         | 献给更美好星球的歌中的“拯救” (一个更美好星球 2005)                         |
| 做爱而不是作战             | 做爱而不是作战中的“如果你要问” (2005 蝴蝶精灵)                             |
| 唱片宝贝最佳销售唱片       | 唱片宝贝最佳销售唱片中的“卡什米尔” (唱片宝贝 2004)                         |
| 反工业唱片                 | 反工业唱片中的“假装” (2005 让我唱起来)                                     |
| 活着的孩子                 | 活着的孩子中的“除此以外”、“补救” (2005 让我唱起来)                         |
| 爱心包裹                   | 爱心包裹中的“秀出我的爱” (2005人类艺术家)                                  |
| 空中电波第二卷             | 空中电波第二卷中的“真实” (2005 乐队电波)                                   |
| 献给辛迪的歌               | 献给辛迪的歌中的“如果你要问” (2006 音乐家为和平)                           |
| 最好的祝福                 | 最好的祝福中的“爱的臂膀” (2006 幸运的音乐)                                 |
| 为了和平                   | 为了和平中的“补救” (2006 为了和平)                                         |
| 性感杀手专辑第八卷         | 性感杀手专辑第八卷中的“补救” (2006 性感杀手专辑)                           |
| 2006新生代独立音乐节曲调库 | 新生代独立音乐节曲调库中的“假装” (2006 曲调库)                             |
| 未来流行歌曲第十九卷       | 未来流行歌曲第十九卷中的“真实” (2006 每周新音乐专辑)                       |
| 一流新天才第一卷           | 新生代独立音乐节曲调中的“真实” (PCT 音乐)                                  |
| 达拉斯歌曲作家竞赛         | 达拉斯歌曲作家竞赛中的“ 如果你要问、无法停止、真实” (2005 达拉斯歌曲作家)  |
| 2006亚洲春季作品展         | 2006亚洲春季作品展中的“真实”(PCT 音乐)                                     |